# ヨルダンリーグ
ヨルダン・プロリーグ（英: Jordan Pro League）は、ヨルダン国内におけるサッカーのトップリーグである。ヨルダン・プレミアリーグと呼ばれることもある。現在、「ズィヤード・アル・マナースィール (Ziyad AL-Manaseer)」社とリーグスポンサー契約を結んでいるため、正式名称は「マナースィール・ヨルダン・プロリーグ」となっている。

## 概要
1944年に創設され、現在は12チームが参加している。リーグ優勝チーム及びヨルダン・カップ優勝チームにはAFCチャンピオンズリーグ2出場権が与えられる。リーグ下位の2クラブは降格となる。

## 参加クラブ（2013-14シーズン）
| アル・マナースィール・ヨルダン・プロリーグ | アル・マナースィール・ヨルダン・プロリーグ | アル・マナースィール・ヨルダン・プロリーグ | アル・マナースィール・ヨルダン・プロリーグ |
| クラブ名                                   | ホームタウン                               | ホームスタジアム                           | 創設                                       |
| ------------------------------------------ | ------------------------------------------ | ------------------------------------------ | ------------------------------------------ |
| アル・アラビ・イルビド                     | イルビド                                   | プリンス・ハーシム・スタジアム             | 1945                                       |
| アル・バカアSC                             | アンマン                                   | キング・アブドゥッラー・スタジアム         | 1968                                       |
| アル・ファイサリー・アンマン               | アンマン                                   | アンマン国際スタジアム                     | 1932                                       |
| アル・フセインSC                           | イルビド                                   | アル・ハサン・スタジアム                   | 1964                                       |
| アル・ジャジーラ・アンマン                 | アンマン                                   | アンマン国際スタジアム                     | 1947                                       |
| アル・ラムサSC                             | ラムサ                                     | プリンス・ハーシム・スタジアム             | 1966                                       |
| アル・ワフダート・クラブ                   | アンマン                                   | キング・アブドゥッラー・スタジアム         | 1956                                       |
| アル・シャイフ・フセインSC                 |                                            |                                            | 1980                                       |
| アル・サリーフSC                           | イルビド                                   | プリンス・ハーシム・スタジアム             | 1973                                       |
| マンシーヤ・バニー・ハサン                 | マフラク                                   | プリンス・モハメド・スタジアム             | 1978                                       |
| シャバーブ・アル・オルドゥン・クラブ       | アンマン                                   | アンマン国際スタジアム                     | 2002                                       |
| ザート・ラース・クラブ                     | アル＝カラク                               | プリンス・ファイサル・スタジアム           | 1980                                       |

## 歴代優勝クラブ
| - 1944 : アル・ファイサリー - 1945 : アル・ファイサリー - 1946 : ヨルダン - 1947 : アル・アハリー - 1948 : 未開催 - 1949 : アル・アハリー - 1950 : アル・アハリー - 1951 : アル・アハリー - 1952 : アル・ジャジーラ - 1953 : 未開催 - 1954 : アル・アハリー - 1955 : アル・ジャジーラ - 1956 : アル・ジャジーラ - 1957 : 未開催 - 1958 : 未開催 - 1959 : アル・ファイサリー - 1960 : アル・ファイサリー - 1961 : アル・ファイサリー - 1962 : アル・ファイサリー - 1963 : アル・ファイサリー - 1964 : アル・ファイサリー - 1965 : アル・ファイサリー - 1966 : アル・ファイサリー - 1967 : 未開催 - 1968 : 未開催 | - 1969 : 未開催 - 1970-71 : アル・ファイサリー - 1971-72 : アル・ファイサリー - 1972-73 : アル・ファイサリー - 1973-74 : アル・ファイサリー - 1974-75 : アル・ファイサリー - 1975-76 : アル・アハリー - 1976-77 : アル・ファイサリー - 1977-78 : アル・ファイサリー - 1978-79 : アル・ファイサリー - 1979-80 : アル・ファイサリー - 1980-81 : アル・ワフダート - 1981-82 : アル・ラムサ - 1982-83 : アル・ラムサ - 1983-84 : アル・ファイサリー - 1984-85 : アンマン - 1985-86 : アル・ファイサリー - 1986-87 : アル・ファイサリー - 1987-88 : アル・ワフダート - 1988-89 : アル・ファイサリー - 1989-90 : アル・ファイサリー - 1990-91 : アル・ファイサリー - 1991-92 : アル・ワフダート - 1992-93 : アル・ファイサリー - 1993-94 : アル・ファイサリー | - 1994-95 : アル・ワフダート - 1995-96 : アル・ワフダート - 1996-97 : アル・ワフダート - 1997-98 : アル・ワフダート - 1998-99 : 未消化 - 1999-2000 : アル・ファイサリー - 2000-01 : アル・ファイサリー - 2001-02 : アル・ファイサリー - 2002-03 : アル・ファイサリー - 2003-04 : アル・ファイサリー - 2004-05 : アル・ワフダート - 2005-06 : シャバーブ・アル・オルドゥン - 2006-07 : アル・ワフダート - 2007-08 : アル・ワフダート - 2008-09 : アル・ワフダート - 2009-10 : アル・ファイサリー - 2010-11 : アル・ワフダート - 2011-12 : アル・ファイサリー - 2012-13 : シャバーブ・アル・オルドゥン - 2013-14 : アル・ワフダート - 2014-15 : アル・ワフダート - 2015-16 : アル・ワフダート - 2016-17 : アル・ファイサリー - 2017-18 : アル・ワフダート - 2018-19 : アル・ファイサリー - 2020 : アル・ワフダート - 2021 : アル・ラムサ - 2022 : アル・ファイサリー - 2023-24 : アル・フセインSC |  |

## クラブ別優勝回数
- アル・ファイサリー：35回
- アル・ワフダート：17回
- アル・アハリー：8回
- アル・ジャジーラ：3回
- アル・ラムサ：3回
- シャバーブ・アル・オルドゥン：2回
- アル・フセイン : 1回
- アンマン : 1回
- ヨルダン : 1回

## 歴代得点王
| シーズン | 名前                       | 所属クラブ         | ゴール数 |
| -------- | -------------------------- | ------------------ | -------- |
| 1980     | Sahel Ghazawy              | アル・フセイン     | 14       |
| 1981     | Khaled Al-Zoubi            | アル・ラムサ       | 14       |
| 1982     | Munir Mesbah               | アル・フセイン     | 9        |
| 1983     | Ibrahim Sadiya             | アンマン           | 13       |
| 1984     | Jamal Ibrahim              | アル・ナスル       | 12       |
| 1985     | Jamal Ibrahim              | アル・ナスル       | 15       |
| 1986     | Rateb Al-Dawud             | アル・ラムサ       | 12       |
| 1987     | Faiz Bidaiwi               | アル・ラムサ       | 9        |
| 1988     | Faiz Bidaiwi               | アル・ラムサ       | 10       |
| 1989     | Khaled Al-Akori            | アル・ラムサ       | 14       |
| 1990     | Arif Hussein               | アル・フセイン     | 11       |
| 1991-92  | Jihad Abdulmunim           | アル・ワフダート   | 15       |
| 1992-93  | Arif Hussein               | アル・フセイン     | 13       |
| 1993-94  | Jeris Tadrus               | アル・ファイサリー | 19       |
| 1994-95  | Jeris Tadrus               | アル・ファイサリー | 16       |
| 1995-96  | Ibrahim Abdulhadi          | アル・ジャリル     | 18       |
| 1996-97  | Jeris Tadrus               | アル・ファイサリー | 13       |
| 1999     | Bassam Al-Khatib           | アル・アハリ       | 22       |
| 2000     | Jeris Tadrus               | アル・ファイサリー | 23       |
| 2001     | Fadi Lafi                  | アル・ワフダート   | 16       |
| 2002-03  | Mahmoud Shelbaieh          | アル・ワフダート   | 22       |
| 2003-04  | Hassan Abdel-Fattah        | アル・ワフダート   | 7        |
| 2004-05  | Alaa Ibrahim               | アル・ワフダート   | 14       |
| 2005-06  | Abdulhadi Al-Maharmeh      | アル・ファイサリー | 14       |
| 2006-07  | Awad Ragheb                | アル・ワフダート   | 16       |
| 2007-08  | Mahmoud Shelbaieh          | アル・ワフダート   | 14       |
| 2008-09  | Mohammad Abdulhaleem       | アル・バカア       | 13       |
| 2009-10  | アハマド・マルイー         | アル・フセイン     | 14       |
| 2010-11  | Mohammad Abdulhaleem       | アル・バカア       | 16       |
| 2011-12  | アハマド・ハーイル         | アル・ファイサリー | 18       |
| 2012-13  | アブダッラー・ディーブ     | アル・ワフダート   | 14       |
| 2013-14  | ハムゼ・アッ＝ダルドゥール | アル・ラムサ       | 13       |
| 2014-15  | ムウタズ・サールハーニー   | ザート・ラース     | 11       |
| 2015-16  | アクラム・ズワイ           | アル・フセイン     | 12       |
| 2016-17  | マルデク・マルドキアン     | アル・ジャジーラ   | 14       |
| 2017-18  | Łukasz Gikiewicz           | アル・ファイサリー | 14       |
| 2018-19  | バハー・ファイサル         | アル・ワフダート   | 15       |
| 2020     | Abdulaziz Nday             | アル・ワフダート   | 17       |
| 2021     | ロナルド・ンガ             | アル・サルト       | 13       |